# 사말 예슬랴모바
사말 옐리야소브나 예슬랴모바(러시아어: Самал Эльясовна Еслямова, Samal Elyasovna Yeslyamova, 카자흐어: Самал Ілиясқызы Есләмова, 1984년 9월 1일 ~ )는 카자흐스탄의 배우이다.
2018년 세르게이 드보르체보이 감독의 영화 《아이카》에 출연하여 그해 칸 영화제 여우주연상을 수상했다. 2019년 부산 국제 영화제 뉴커런츠상 심사위원으로 선정되었다.

## 출연작 목록

### 영화
| 연도 | 제목                | 원제                             | 배역   | 비고 |
| ---- | ------------------- | -------------------------------- | ------ | ---- |
| 2008 | 툴판                | Тюльпан                          | 사말   |      |
| 2018 | 아이카              | Ayka                             | 아이카 |      |
| 2019 | 말도둑들. 시간의 길 | The Horse Thieves. Roads of Time |        |      |